# 헤리퍼드 마파 문디

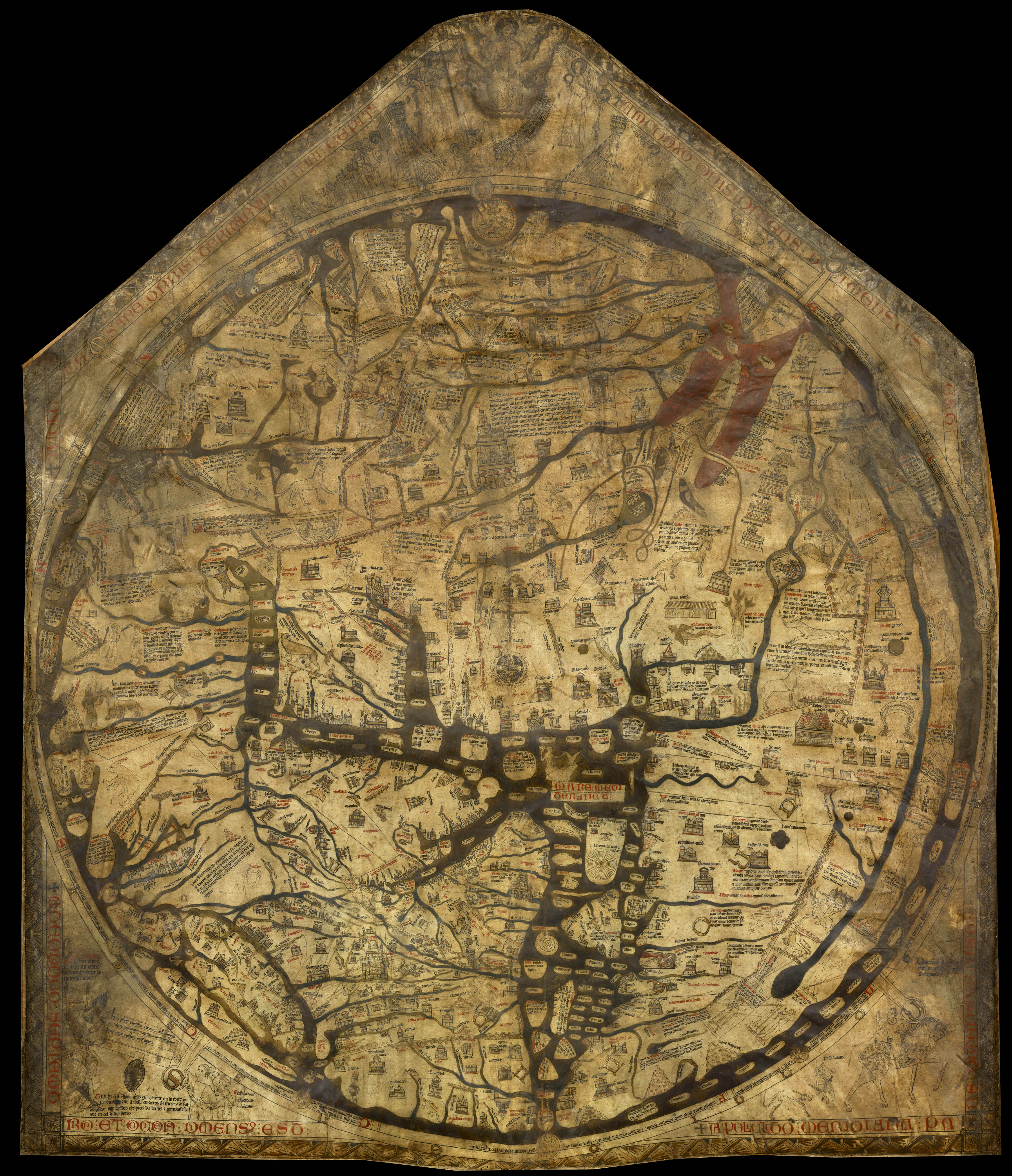

헤리퍼드 마파 문디(Hereford Mappa Mundi)는 현존하는 마파 문디 가운데 가장 큰 세계지도다. 1.65m가 넘는 높이에 거의 1.35m에 달하는 폭을 가진 이 지도는 피지 한 장에 그려진 것이다. 제단화의 배경을 꾸미기 위해 만들어졌다는 설도 있고, 그리스도교 신앙 교육을 돕기 위해 만들어졌다는 설도 있다. 정확히 지도에 해당하는 부분은 직경 1.35m의 원 속에 들어 있다. 주석에 따르면 지도에 나타난 정보는 성 아우구스티누스의 제자 오로시우스의 작업을 기반으로 했다고 한다. 즉 오로시우스가 5세기경 저술한 《오르메스타》의 내용 중 세상에 대해 기술한 부분을 참고했다는 것이다.
현재까지 알려진 바에 따르면 지도는 1300년경 헤리퍼드에서 만들어졌는데 제작 목적은 1283년 사망 때까지 그 지역의 주교였던 토마스 칸틸루프의 시성 요구에 박차를 가하고, 그의 후임자인 스윈필드 주교의 경력을 널리 알리려는 것이었다. 이 지도는 슬리포드의 수록 성직자였던 리차드 더 벨로가 헤리처드 주교 사망 몇 해 전인 1278년에 링컨에서 제작한 지도의 복제본으로 보이며, 더 이른 시기의 지도에 대한 흔적은 찾아볼 수 없다. 리차드는 지도 제작 혹은 지도 제작을 지휘하기 위해 요크셔의 성직자 하우덴의 로저가 쓴 《마파 문디 주해서》를 참고한 것으로 보인다.

## 참고 문헌
- 하우드, 제러미 (2014). 《To the Ends of the Earth》 [지구 끝까지 - 세상을 바꾼 100장의 지도]. 푸른길. ISBN 978-89-6291-246-3.